# 安友定吉
安友 定吉（やすとも さだよし）は、日本の元アマチュア野球選手である。ポジションは外野手。

## 来歴・人物
徳島商業高校で3年生の時に主将になり、1965年春の選手権に左翼手、四番打者として活躍し、2回戦で育英高校の鈴木啓示から大会2号本塁打を放つ。チームは準決勝に進むが、その準決勝で平松政次らがいた岡山東商業高校に敗れた。同年の夏の選手権でも出場したが、岩崎忠義らがいた津久見高校に敗れた。高校同期に一塁手の鵜飼克雄、捕手の渡辺立也らがいた。
同年のドラフト会議で西鉄ライオンズから6位指名されたが入団を拒否。
高校卒業後は四国電力に入社。翌年の都市対抗野球に出場した。1967年の第22回選抜社会人野球東京大会の準々決勝で、レフトへ決勝点を放つ活躍を果たしたが、準決勝で日本石油に大敗した。同年の都市対抗野球でも大倉工業の補強選手として出場した。1968年の産業対抗野球では優秀選手に選ばれた。